# 恵比須駅
恵比須駅（えびすえき）は、兵庫県三木市大塚二丁目にある、神戸電鉄粟生線の駅。駅番号はKB51。
第3回近畿の駅百選に選定されている。

## 歴史
- 1937年（昭和12年）12月28日：三木電気鉄道の広野ゴルフ場前 - 三木東口（現・三木上の丸）間延伸により、久留美駅として開業[1]。
- 1939年（昭和14年）4月1日：恵比須駅に改称[1]。
- 1947年（昭和22年）1月9日：神戸有馬電気鉄道により合併され、神有三木電気鉄道（のちに神戸電鉄）の駅となる。
- 2002年（平成14年）3月21日：駅舎改築[5]。

## 駅構造
単式1面1線のホームを持つ地平駅。ホーム有効長は4両。
沿線光ネットワークに接続された駅務遠隔システムが導入されており、センター駅から自動券売機、自動改札機、自動精算機、TVカメラ、インターホン、シャッターが遠隔操作される。そのため駅員巡回駅となっており、構内売店も設けられていないが、駅近辺の飲食店で企画乗車券の委託販売を行っているようである。
2008年11月頃より自動精算機によるICカードチャージ・履歴確認ができるようになった。

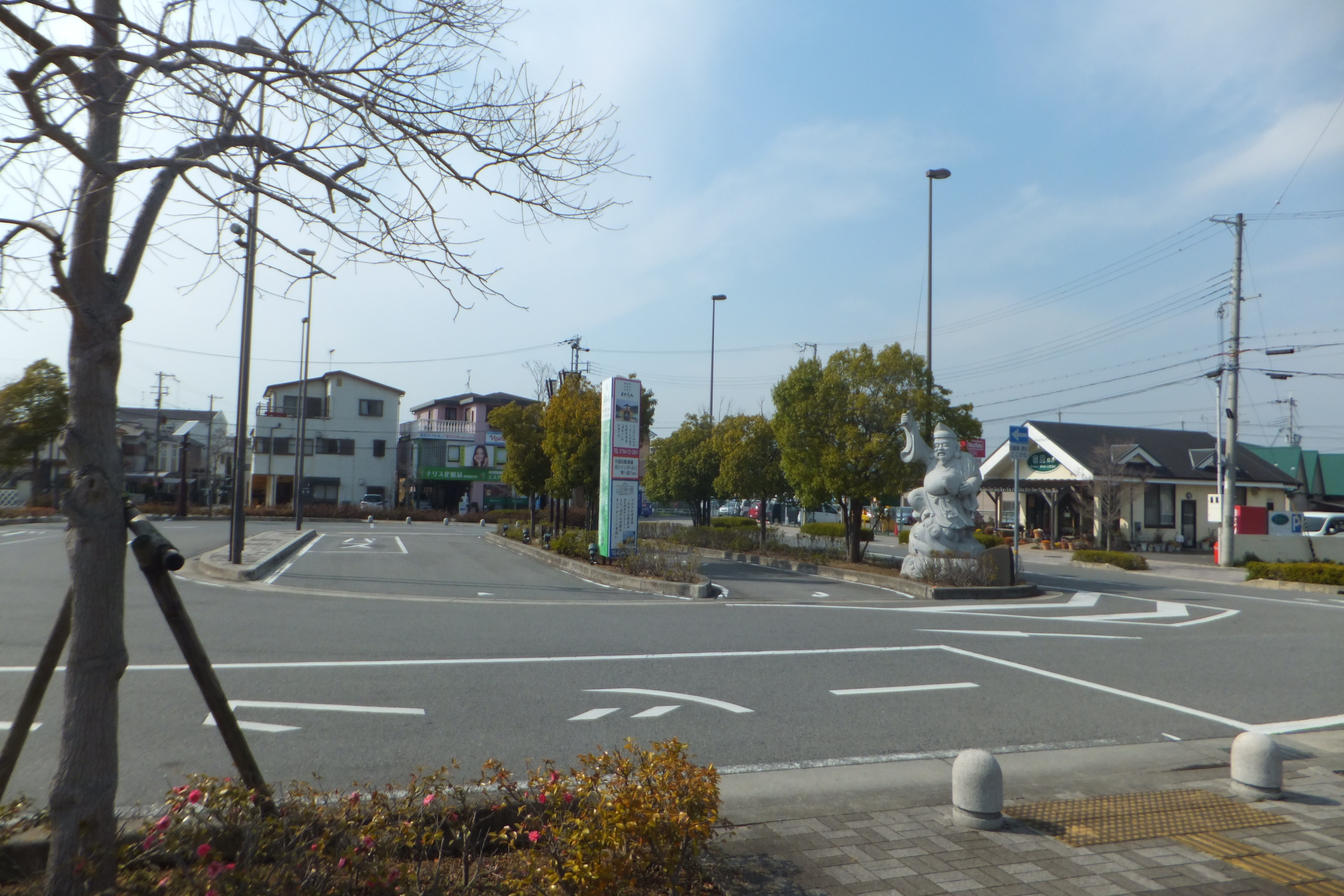
ロータリー
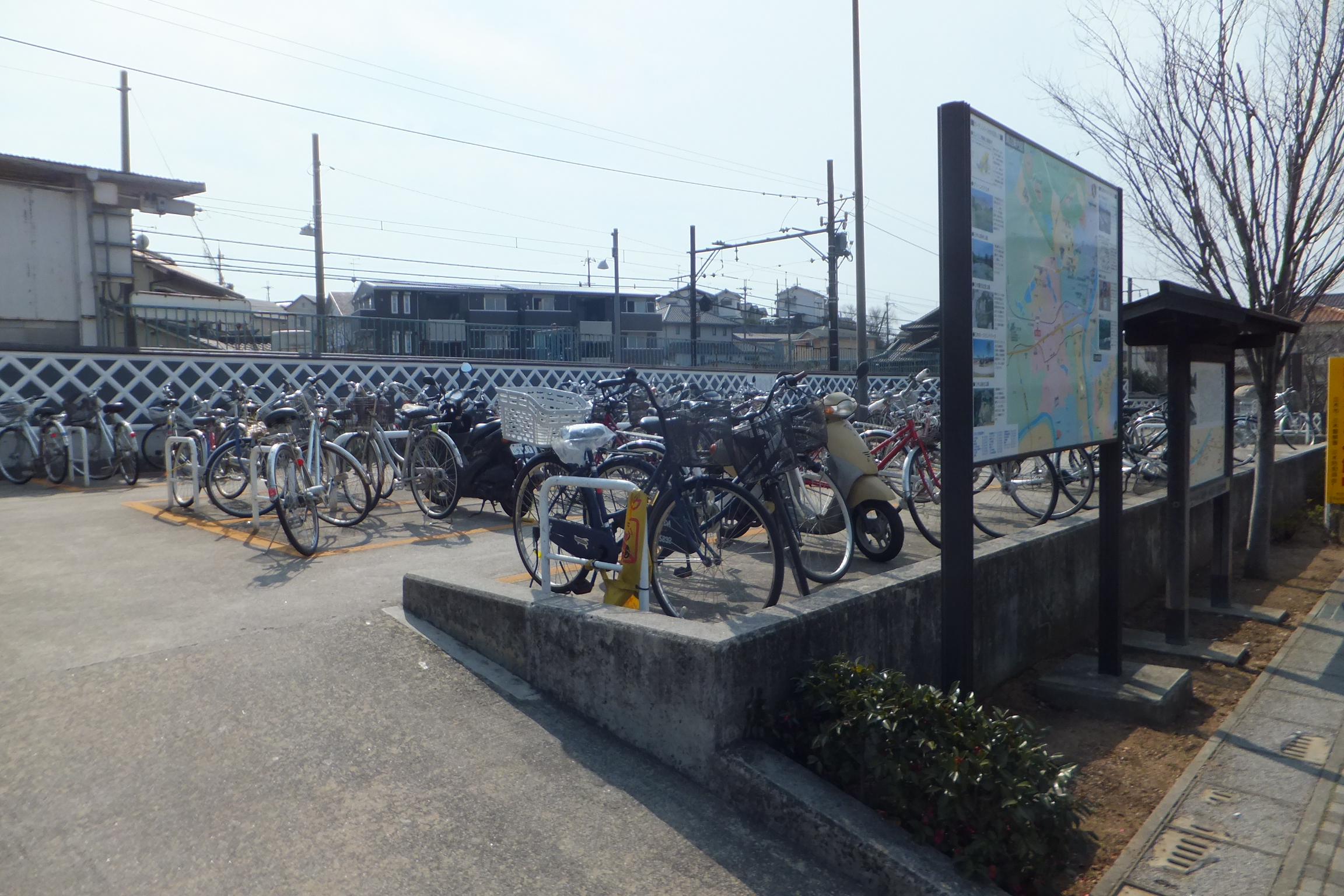
自転車置場
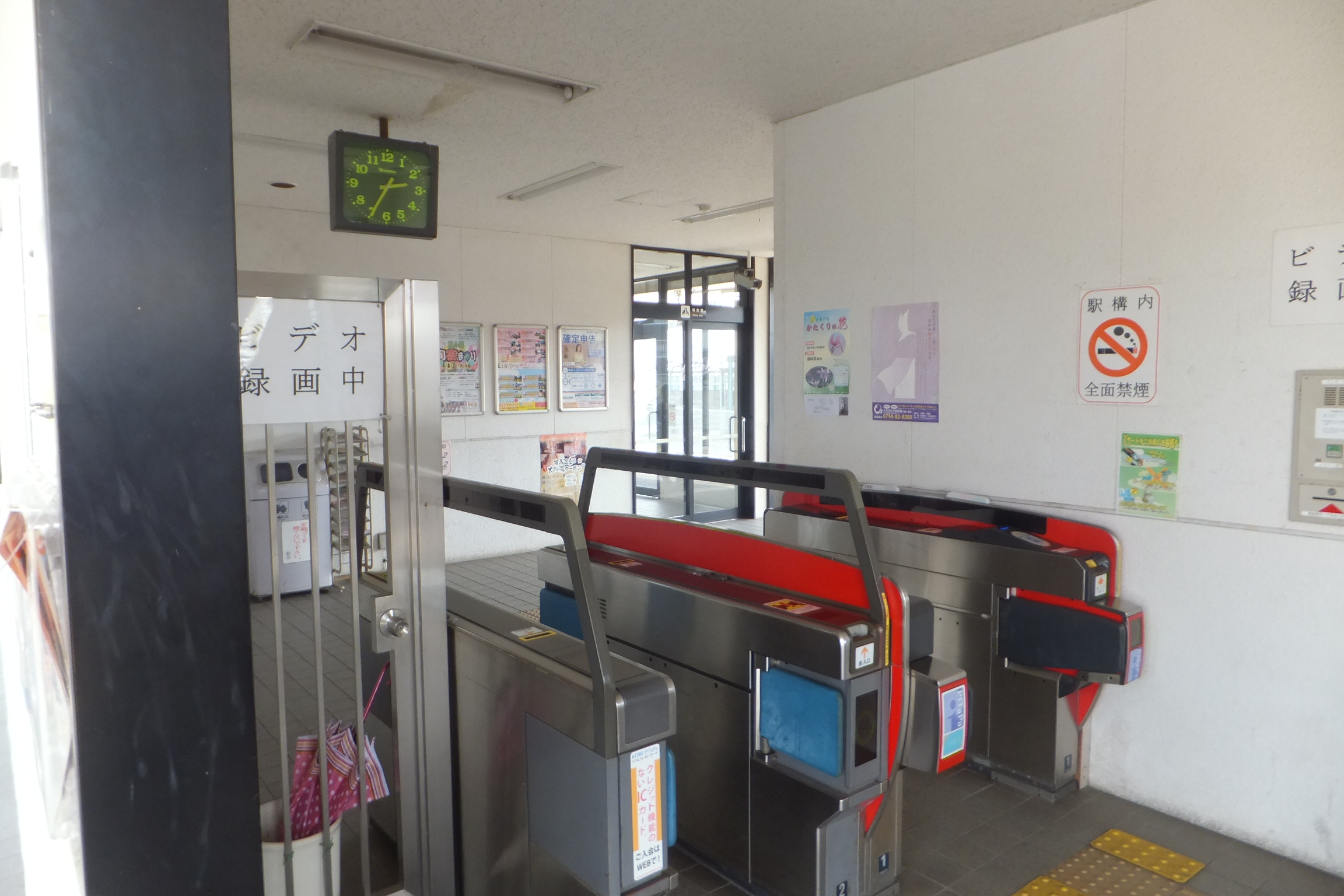
自動改札機
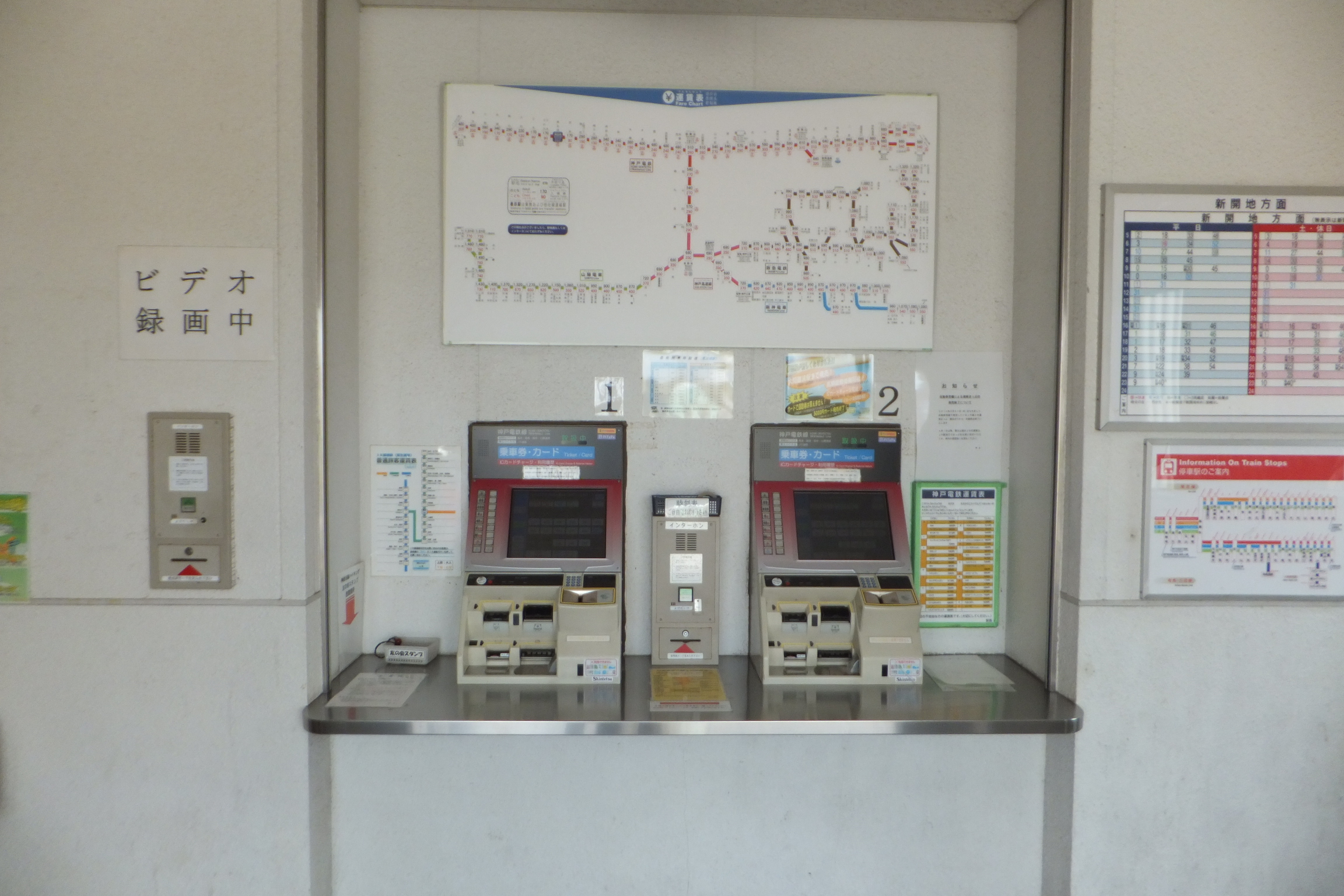
自動券売機
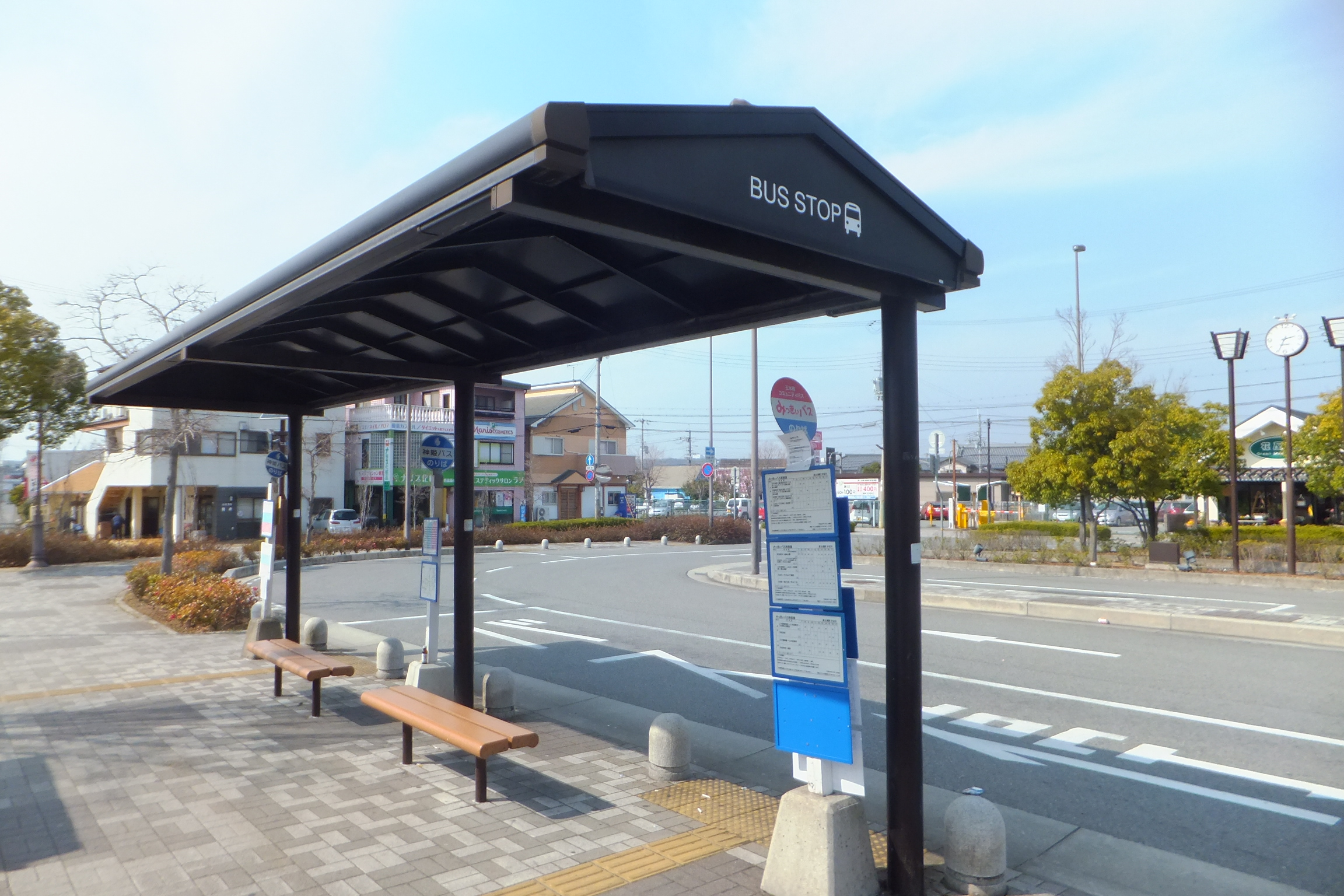
バス停

## 利用状況
1日あたりの乗車人員 507人（2021年）
神姫バスが当駅 - 三ノ宮駅間で西脇急行線と恵比須快速線を運行しており、こちらへ神鉄の乗客の多くが流れて粟生線は苦戦している。当駅でも神戸へ向かう客の多くが神姫バスを利用している。
近年の1日平均乗車人員は下表のとおりである。
| 年次               | 1日平均 乗車人員 |
| ------------------ | ---------------- |
| 2002年（平成14年） | 836              |
| 2003年（平成15年） | 819              |
| 2004年（平成16年） | 792              |
| 2005年（平成17年） | 764              |
| 2006年（平成18年） | 756              |
| 2007年（平成19年） | 767              |
| 2008年（平成20年） | 754              |
| 2009年（平成21年） | 740              |
| 2010年（平成22年） | 748              |
| 2011年（平成23年） | 759              |
| 2012年（平成24年） | 732              |
| 2013年（平成25年） | 710              |
| 2014年（平成26年） | 688              |
| 2015年（平成27年） | 668              |
| 2016年（平成28年） | 637              |
| 2017年（平成29年） | 619              |
| 2018年（平成30年） | 603              |
| 2019年（令和元年） | 622              |
| 2020年（令和02年） | 505              |
| 2021年（令和03年） | 507              |

## 駅周辺
当駅は、多くの公共施設が集まるシビックゾーンへの玄関口である。一方で、湯の山街道に代表される古い町並みも残っている。
公共施設
- 三木市役所[1]
- 三木市文化会館
- 総合保健福祉センター
- 三木市消防本部
- 勤労者体育センター
- 市民体育館
- 勤労青少年ホーム
- 三木市立教育センター
- サンライフ三木
- 北播磨県民局三木庁舎
- 三木警察署大塚交番

保育施設
- えびす認定こども園
- 小規模保育所えびすガーデン

教育機関
- 三木市立三木幼稚園
- 三木市立三木小学校
- 三木市立三木東中学校

郵便局、金融機関
- 三木湯の山街道郵便局
- JAみのり えびす駅前店

主な医療機関
- 服部病院
- みきやま病院
- カトレア三木

主な集客施設
- マックスバリュ恵比須店
- ダイレックス三木店

都市公園、レジャー施設
- 兵庫県立三木山森林公園
- 三木山総合公園[1]
- 三木スケートボードパーク
- 平井山ぶどう園：夏季はぶどう狩り園の無料バスが駅前から出ており、その時期を迎えると神鉄側はクーポン券付きの企画乗車券を主要駅などで発行する[6][7]。

その他
- 戎神社
- 岩壺神社
- 湯の山街道
- 大日本中央標準子午線石柱：かつて日本標準時を定める基準であった東経135度を示す石柱。ただし2002年まで使用されていた日本測地系によるものであり、現在使用されている世界測地系では異なる。

## バス路線
駅前の恵比須駅停留所、県道沿いのエビス停留所がある。志染駅前は狭い道が入り組んでいるため中型の路線バスしか発着できず、大型の路線バスは主に恵比須駅停留所まで乗り入れる。
| 停留所名 | 運行事業者                  | 路線名・系統・行先 |
| -------- | --------------------------- | --- |
| 恵比須駅 | 神姫バス                    | - 快速：三宮・海上アクセスターミナル - 06系統：渡瀬 - 030系統：三木営業所 / 厄神駅 - 031系統：厄神駅 - 061系統：三木市役所前 / 下石野公民館前 - 062系統：三木営業所 / 相野 - 063系統：三木市役所前 / 朝日ヶ丘 - 076系統：恵比須駅（右回り） - 077系統：恵比須駅（左回り） |
| 恵比須駅 | 神姫ゾーンバス              | - 053系統：市役所前 - 054系統：森林公園 / 青山5丁目 - 056系統：三木市役所方面 / 細川超公民館 - 059系統・60系統：三木営業所 / 青山5丁目 - 071系統：恵比須駅（右回り） - 072系統：恵比須駅（左回り） |
| 恵比須駅 | - 神姫バス - 神姫ゾーンバス | 050系統：三木営業所 / 健康福祉センター（よかたん） |
| エビス   | 神姫バス                    | - 急行：三宮 / 社（車庫前）・西脇市役所（西脇営業所） - 快速：三宮・海上アクセスターミナル / 三木営業所 - 015系統：淡河・道場南口駅・三田駅 / 三木営業所 - 061系統：三木市役所前 / 下石野公民館前 - 062系統：三木営業所 / 相野 - 063系統：三木市役所前 / 朝日ヶ丘 - 076系統：恵比須駅（右回り） - 077系統：恵比須駅（左回り） - 108系統：戸田東口 / 北播磨総合医療センター - 115系統：三田駅 / 北播磨総合医療センター |
| エビス   | 神姫ゾーンバス              | - 056系統：三木市役所方面 / 細川超公民館 - 071系統：恵比須駅（右回り） - 072系統：恵比須駅（左回り） |

## 隣の駅
神戸電鉄
■粟生線
■準急・■普通
志染駅 (KB50) - 恵比須駅 (KB51) - 三木上の丸駅 (KB52)